# Bouillon (België)
Bouillon (Waals: Bouyon; verouderd Nederlands: Bullioen) is een stadje in de Belgische provincie Luxemburg. De gemeente, inclusief een twaalftal naburige dorpen, telt ruim 5.000 inwoners en maakt deel uit van het arrondissement Neufchâteau.
Bouillon wordt gedomineerd door de middeleeuwse burcht van Godfried van Bouillon. De stad is een toeristisch centrum; in de zomer is er veel toerisme langs de rivier de Semois, die rond de oude stadskern kronkelt.

## Geschiedenis

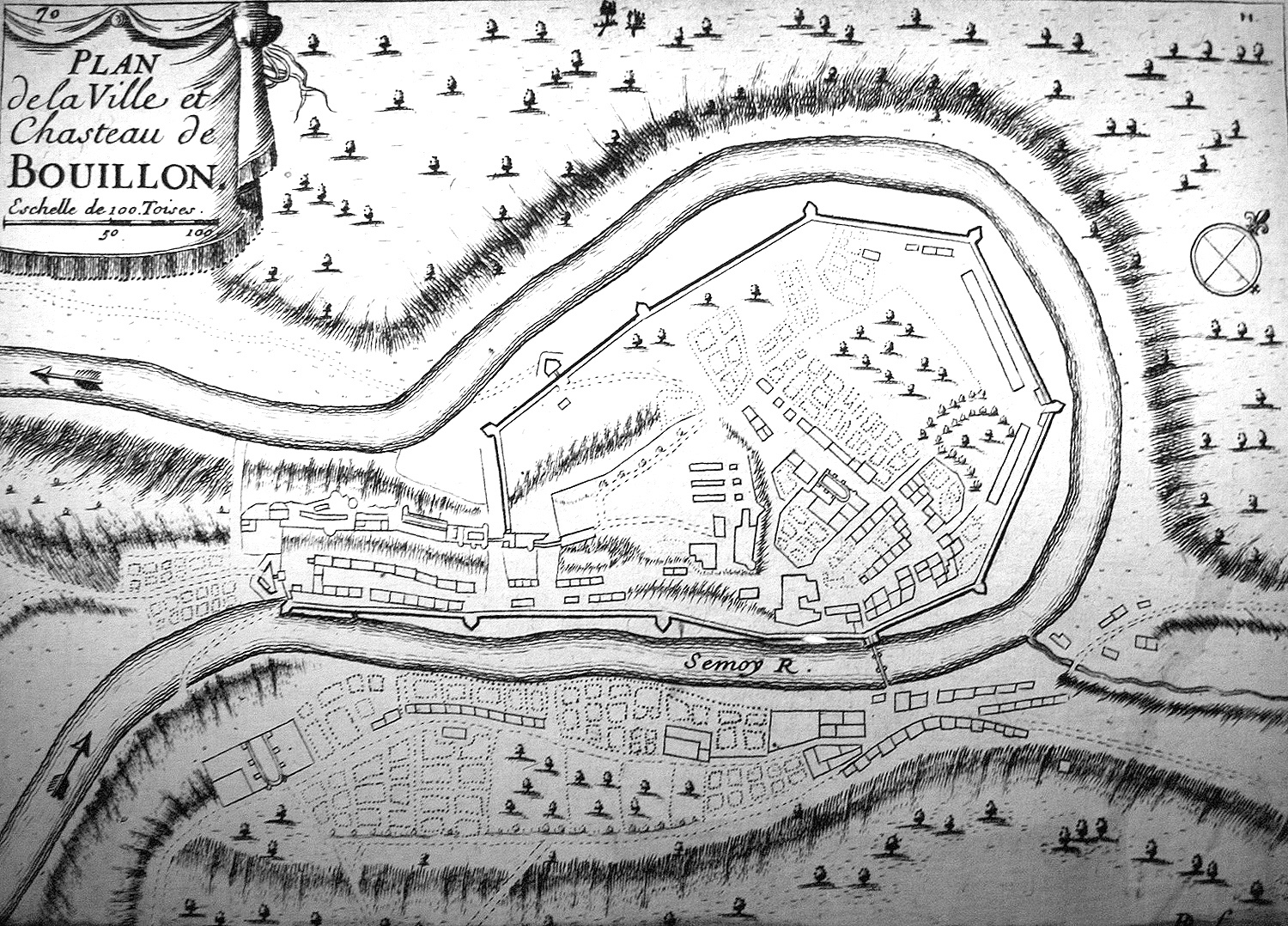
Oude kaart van Bouillon

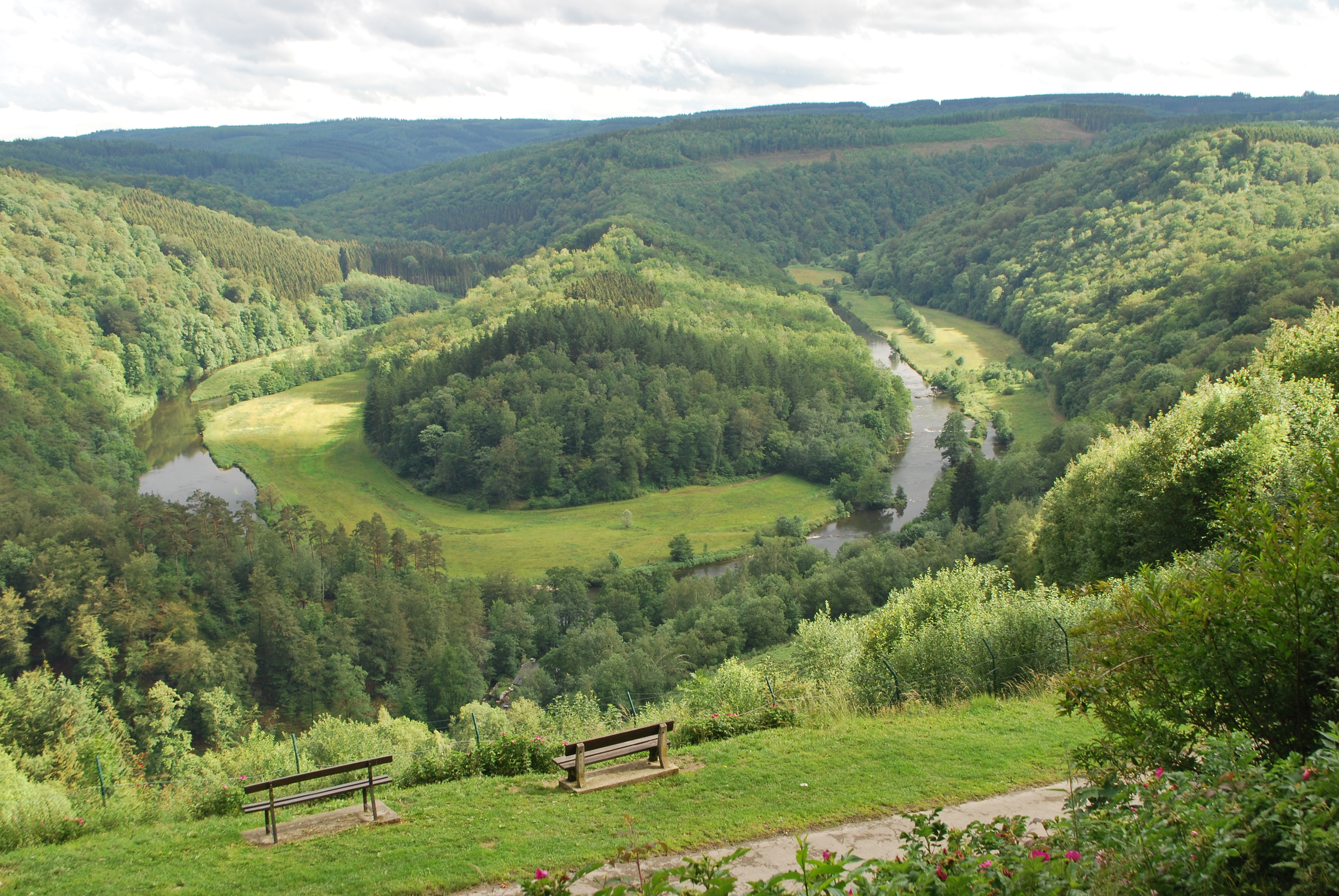
Tombeau du Géant

Bouillon was eeuwenlang een klein hertogdom, afwisselend onder controle van Frankrijk en het prinsbisdom Luik. In 1794 werd de Republiek van Bouillon uitgeroepen, die korte tijd later door Frankrijk geannexeerd werd.

## Geografie
De dorpskernen van Bouillon, Poupehan en Frahan (in de deelgemeente Rochehaut) liggen elk op een meander van de Semois. Bouillon is verder bekend vanwege de Tombeau du Géant ('graf van de reus'), een quasi onbewoonde maar beboste meander in de Semois bij Botassart in Ucimont, die zijn naam dankt aan het feit dat de bomen op het min of meer grafvormige schiereiland 's winters een groot kruis vormen. Het stadscentrum van Bouillon is door de Semois van de steile, beboste helling Côte d'Auclin (met daarop de uitzichttoren Belvédère) gescheiden. Bouillon ligt op een hoogte van 383 meter boven de zeespiegel (TAW) en wordt kloksgewijs begrensd door Paliseul, Bertrix, Florenville (arrondissement Virton), Frankrijk, Vresse-sur-Semois en Bièvre (beide in Namen).

## Kernen

### Deelgemeenten
| #  | Naam          | Opp. (km²) | Inwoners (2020) | Inwoners per km² | NIS-code |
| -- | ------------- | ---------- | --------------- | ---------------- | -------- |
| 1  | Bouillon      | 50,89      | 2.192           | 43               | 84010A   |
| 2  | Corbion       | 13,12      | 590             | 45               | 84010B   |
| 3  | Sensenruth    | 11,07      | 497             | 45               | 84010C   |
| 4  | Noirefontaine | 11,88      | 418             | 35               | 84010D   |
| 5  | Dohan         | 5,19       | 179             | 34               | 84010E   |
| 6  | Rochehaut     | 10,10      | 295             | 29               | 84010F   |
| 7  | Poupehan      | 5,41       | 242             | 45               | 84010G   |
| 8  | Ucimont       | 11,71      | 263             | 22               | 84010H   |
| 9  | Vivy          | 14,27      | 347             | 24               | 84010J   |
| 10 | Bellevaux     | 9,40       | 215             | 23               | 84010K   |
| 11 | Les Hayons    | 5,60       | 189             | 34               | 84010L   |

### Overige kernen
In de gemeente liggen nog een reeks kleinere dorpen: Botassart (in Ucimont), Curfoz (Sensenruth), Frahan (Rochehaut) en Mogimont (Vivy).

## Demografische evolutie

### Demografische evolutie voor de fusie
- Bronnen:NIS, Opm:1831 tot en met 1970=volkstellingen, 1976= inwoneraantal op 31 december

### Demografische evolutie van de fusiegemeente
Alle historische gegevens hebben betrekking op de huidige gemeente, inclusief deelgemeenten, zoals ontstaan na de fusie van 1 januari 1977.
- Bronnen:NIS, Opm:1831 tot en met 1981=volkstellingen; 1990 en later= inwonertal op 1 januari

| Inwoners van jaar tot jaar op 1 januari 1992 tot heden | Inwoners van jaar tot jaar op 1 januari 1992 tot heden | Inwoners van jaar tot jaar op 1 januari 1992 tot heden |
| jaar                                                   | Aantal                                                 | Evolutie: 1992=index 100                               |
| ------------------------------------------------------ | ------------------------------------------------------ | ------------------------------------------------------ |
| 1992                                                   | 5.529                                                  | 100,0                                                  |
| 1993                                                   | 5.551                                                  | 100,4                                                  |
| 1994                                                   | 5.577                                                  | 100,9                                                  |
| 1995                                                   | 5.565                                                  | 100,7                                                  |
| 1996                                                   | 5.552                                                  | 100,4                                                  |
| 1997                                                   | 5.530                                                  | 100,0                                                  |
| 1998                                                   | 5.469                                                  | 98,9                                                   |
| 1999                                                   | 5.463                                                  | 98,8                                                   |
| 2000                                                   | 5.465                                                  | 98,8                                                   |
| 2001                                                   | 5.443                                                  | 98,4                                                   |
| 2002                                                   | 5.393                                                  | 97,5                                                   |
| 2003                                                   | 5.378                                                  | 97,3                                                   |
| 2004                                                   | 5.450                                                  | 98,6                                                   |
| 2005                                                   | 5.505                                                  | 99,6                                                   |
| 2006                                                   | 5.455                                                  | 98,7                                                   |
| 2007                                                   | 5.477                                                  | 99,1                                                   |
| 2008                                                   | 5.505                                                  | 99,6                                                   |
| 2009                                                   | 5.498                                                  | 99,4                                                   |
| 2010                                                   | 5.464                                                  | 98,8                                                   |
| 2011                                                   | 5.464                                                  | 98,8                                                   |
| 2012                                                   | 5.427                                                  | 98,2                                                   |
| 2013                                                   | 5.399                                                  | 97,6                                                   |
| 2014                                                   | 5.413                                                  | 97,9                                                   |
| 2015                                                   | 5.437                                                  | 98,3                                                   |
| 2016                                                   | 5.408                                                  | 97,8                                                   |
| 2017                                                   | 5.459                                                  | 98,7                                                   |
| 2018                                                   | 5.353                                                  | 96,8                                                   |
| 2019                                                   | 5.411                                                  | 97,9                                                   |
| 2020                                                   | 5.427                                                  | 98,2                                                   |
| 2021                                                   | 5.420                                                  | 98,0                                                   |
| 2022                                                   | 5.433                                                  | 98,3                                                   |
| 2023                                                   | 5.400                                                  | 97,7                                                   |
| 2024                                                   | 5.377                                                  | 97,3                                                   |
| 2025                                                   | 5.351                                                  | 96,8                                                   |

## Politiek

### Resultaten gemeenteraadsverkiezingen sinds 1976
| Partij                                                                                | 10-10-1976 | 10-10-1976 | 10-10-1982 | 10-10-1982 | 9-10-1988 | 9-10-1988 | 9-10-1994 | 9-10-1994 | 8-10-2000 | 8-10-2000 | 8-10-2006 | 8-10-2006 | 14-10-2012 | 14-10-2012 | 14-10-2018 | 14-10-2018 | 13-10-2024 | 13-10-2024 |
| Stemmen / Zetels                                                                      | %          | 17         | %          | 17         | %         | 17        | %         | 17        | %         | 17        | %         | 17        | %          | 17         | %          | 17         | %          | 17         |
| ------------------------------------------------------------------------------------- | ---------- | ---------- | ---------- | ---------- | --------- | --------- | --------- | --------- | --------- | --------- | --------- | --------- | ---------- | ---------- | ---------- | ---------- | ---------- | ---------- |
| Alternative1 / TRANSPARENCEB                                                          | -          |            | -          |            | -         |           | -         |           | -         |           | -         |           | -          |            | 10,472     | 1          | 57,79B     | 10         |
| USRA / PRL1 / URC2 / EDM3 / IDEES4 / CAP.20065 / CAP6 / C@P Citoyens7 / TRANSPARENCEB | 54,49A     | 11         | 21,981     | 4          | 26,852    | 5         | 37,053    | 7         | 24,974    | 3         | 24,725    | 4         | 28,36      | 5          | 29,177     | 5          | 57,79B     | 10         |
| USRA / BVV1 / AD2 / P&R3 / EnsembleC / Vision CommuneD                                | 54,49A     | 11         | 25,591     | 4          | 27,182    | 5         | 36,993    | 6         | 33,973    | 7         | 38,683    | 7         | 27,243     | 4          | 60,36C     | 11         | 42,21D     | 7          |
| USRA / PS1 / RDE2 / UNION3 / IC4 / AVENIRB / EnsembleC / Vision CommuneD              | 54,49A     | 11         | 13,911     | 2          | 12,252    | 2         | 25,963    | 4         | 19,473    | 3         | 17,64     | 3         | 44,46B     | 8          | 60,36C     | 11         | 42,21D     | 7          |
| ACTION1 / AVENIRB / EnsembleC/ Vision CommuneD                                        | -          |            | -          |            | -         |           | -         |           | 18,081    | 3         | 19,01     | 3         | 44,46B     | 8          | 60,36C     | 11         | 42,21D     | 7          |
| UDRT                                                                                  | -          |            | 0,76       | 0          | -         |           | -         |           | -         |           | -         |           | -          |            | -          |            | -          |            |
| IC761 / IC2                                                                           | 25,971     | 4          | 37,762     | 7          | 18,412    | 3         | -         |           | -         |           | -         |           | -          |            | -          |            | -          |            |
| RB                                                                                    | 14,6       | 2          | -          |            | -         |           | -         |           | -         |           | -         |           | -          |            | -          |            | -          |            |
| RIS                                                                                   | 4,94       | 0          | -          |            | -         |           | -         |           | -         |           | -         |           | -          |            | -          |            | -          |            |
| EC                                                                                    | -          |            | -          |            | 15,31     | 2         | -         |           | -         |           | -         |           | -          |            | -          |            | -          |            |
| F.C.P.T.                                                                              | -          |            | -          |            | -         |           | -         |           | 3,51      | 0         | -         |           | -          |            | -          |            | -          |            |
| Totaal stemmen                                                                        | 3915       | 3915       | 3813       | 3813       | 3814      | 3814      | 3852      | 3852      | 3952      | 3952      | 3950      | 3950      | 3834       | 3834       | 3772       | 3772       | 3534       | 3534       |
| Opkomst %                                                                             |            |            |            |            | 94,83     | 94,83     | 93,88     | 93,88     | 94,34     | 94,34     | 94,00     | 94,00     | 90,28      | 90,28      | 88,98      | 88,98      | 84,89      | 84,89      |
| Blanco en ongeldig %                                                                  | 2,22       | 2,22       | 3,46       | 3,46       | 3,72      | 3,72      | 5,11      | 5,11      | 5,54      | 5,54      | 6,08      | 6,08      | 6,73       | 6,73       | 6,84       | 6,84       | 7,70       | 7,70       |

## Bezienswaardigheden
- Het Hotel de la Poste is een oud hotel waar Napoleon III op 3 september 1870[5], na de nederlaag tegen de Pruisen in de Slag bij Sedan, heeft gelogeerd. Kort daarna gaven hij en zijn leger zich over.
- Het centrum van Bouillon kijkt uit op de grote burcht, het Kasteel van Bouillon, gelegen op een rotskam in een lus van de Semois. Dit kasteel is ontstaan in de 8e eeuw. Op het einde van de 11e eeuw (1082) verkoopt Godfried van Bouillon het kasteel aan de prins-bisschop van Luik voor 3 goudmark en 1300 zilverenmark. Met dat geld wil hij zijn bijdrage aan de Eerste Kruistocht financieren.
- Het Musée Ducal
- De Bouillon Medieval Experience. Een museum dat het verhaal van Bouillon (en de kruistochten) vanaf de 11e eeuw tot leven brengt dankzij de nieuwste audiovisuele technologieën.
- Dierenpark Parc animalier de Bouillon
- Enkele patriciërswoningen in de stad zijn als monument geklasseerd
- De Sint-Petrus en Pauluskerk
- Het stadhuis

## Galerij

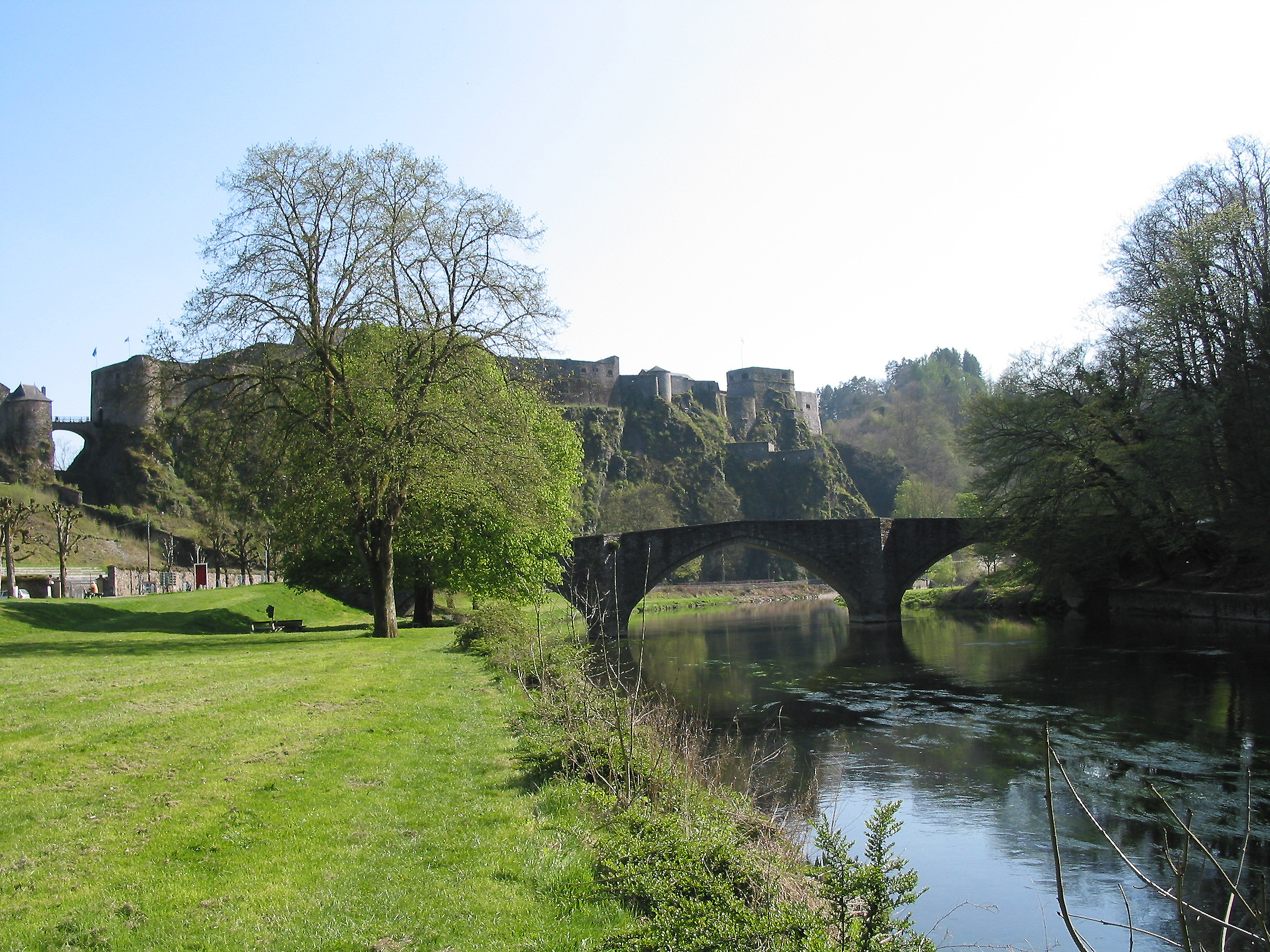
De Semois en de burcht
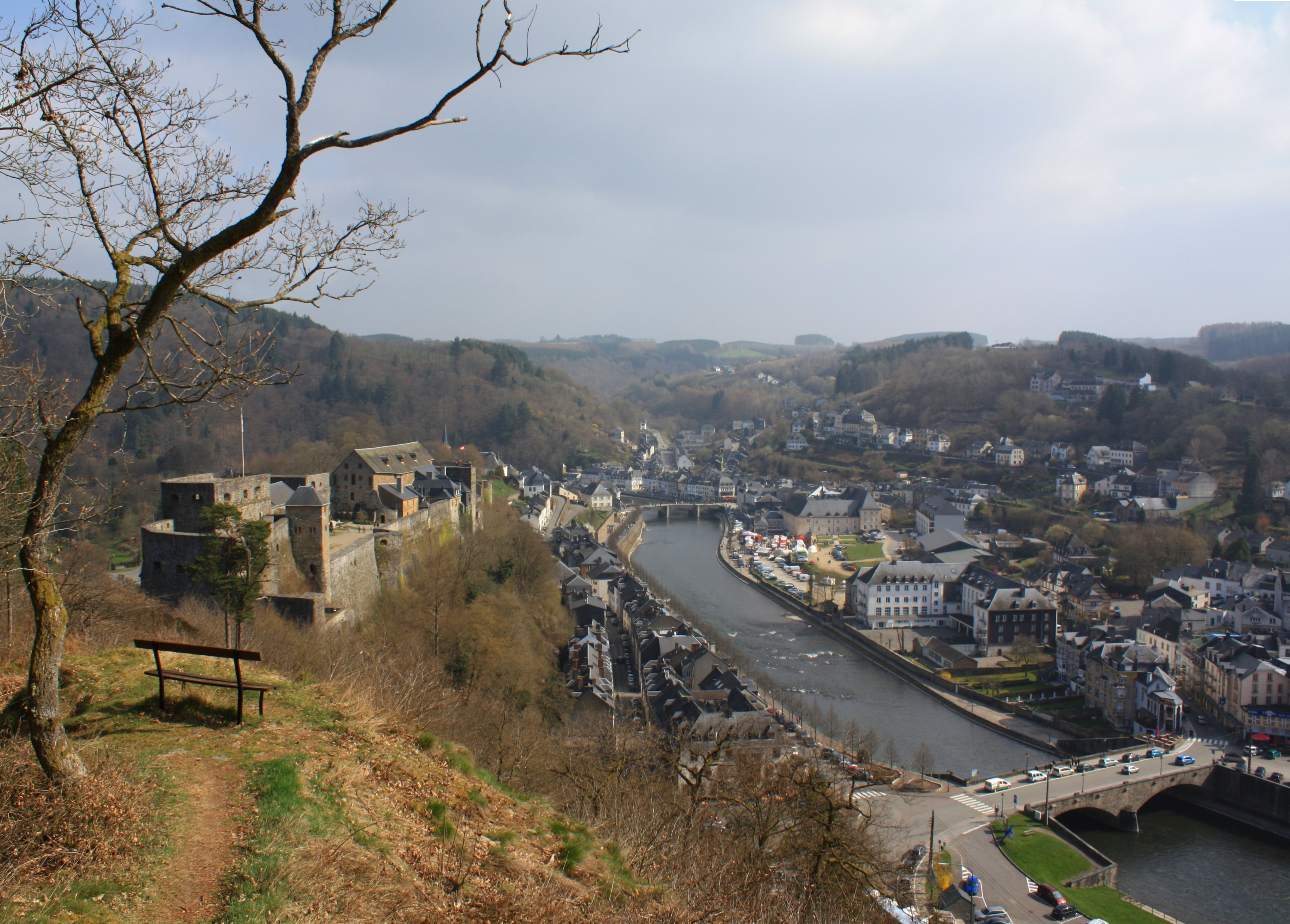
Het kasteel van Bouillon
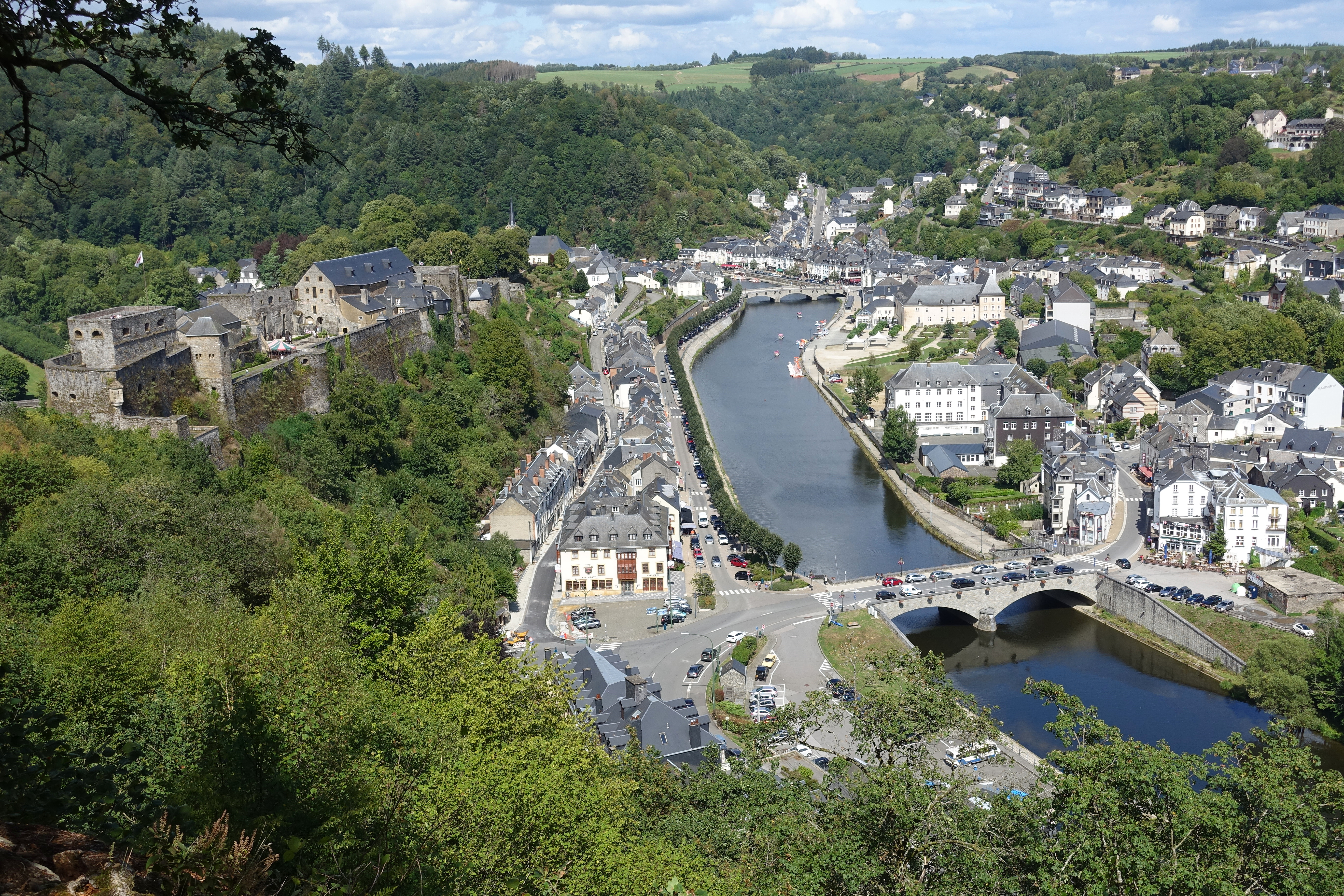
Bouillon en de Semois
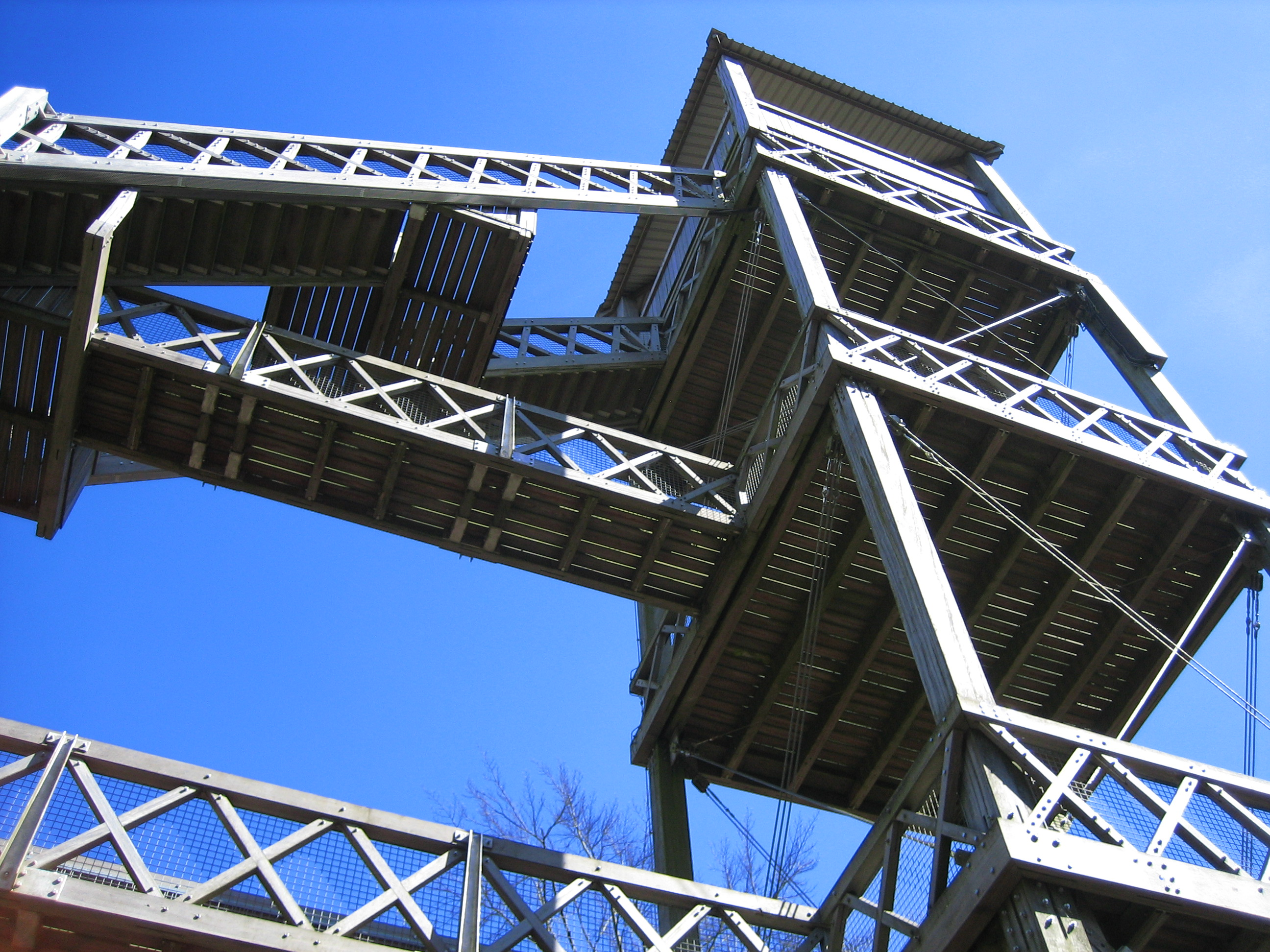
De uitzichtstoren Belvédère op de Côte d'Auclin
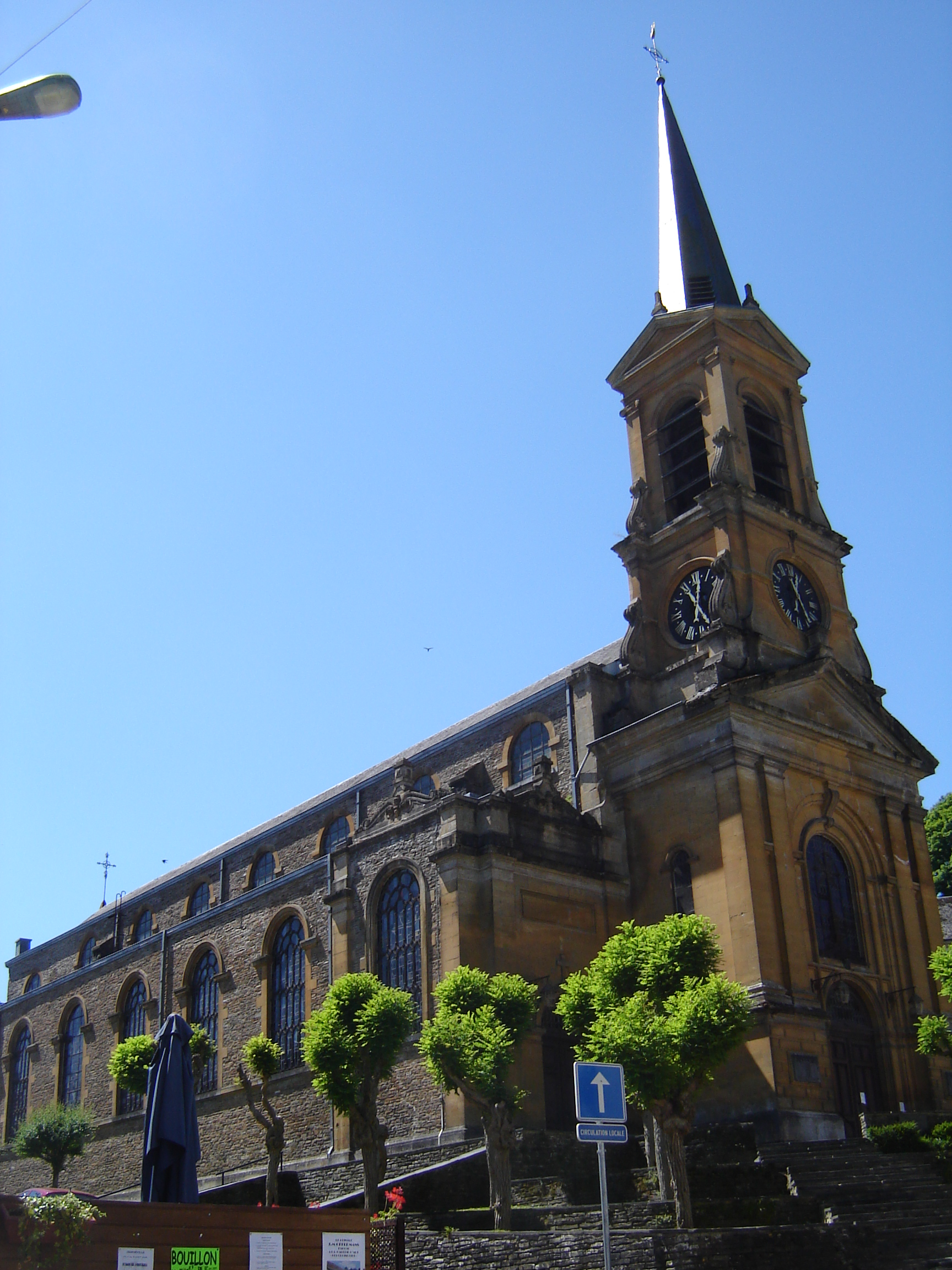
De Sint-Petrus en Pauluskerk
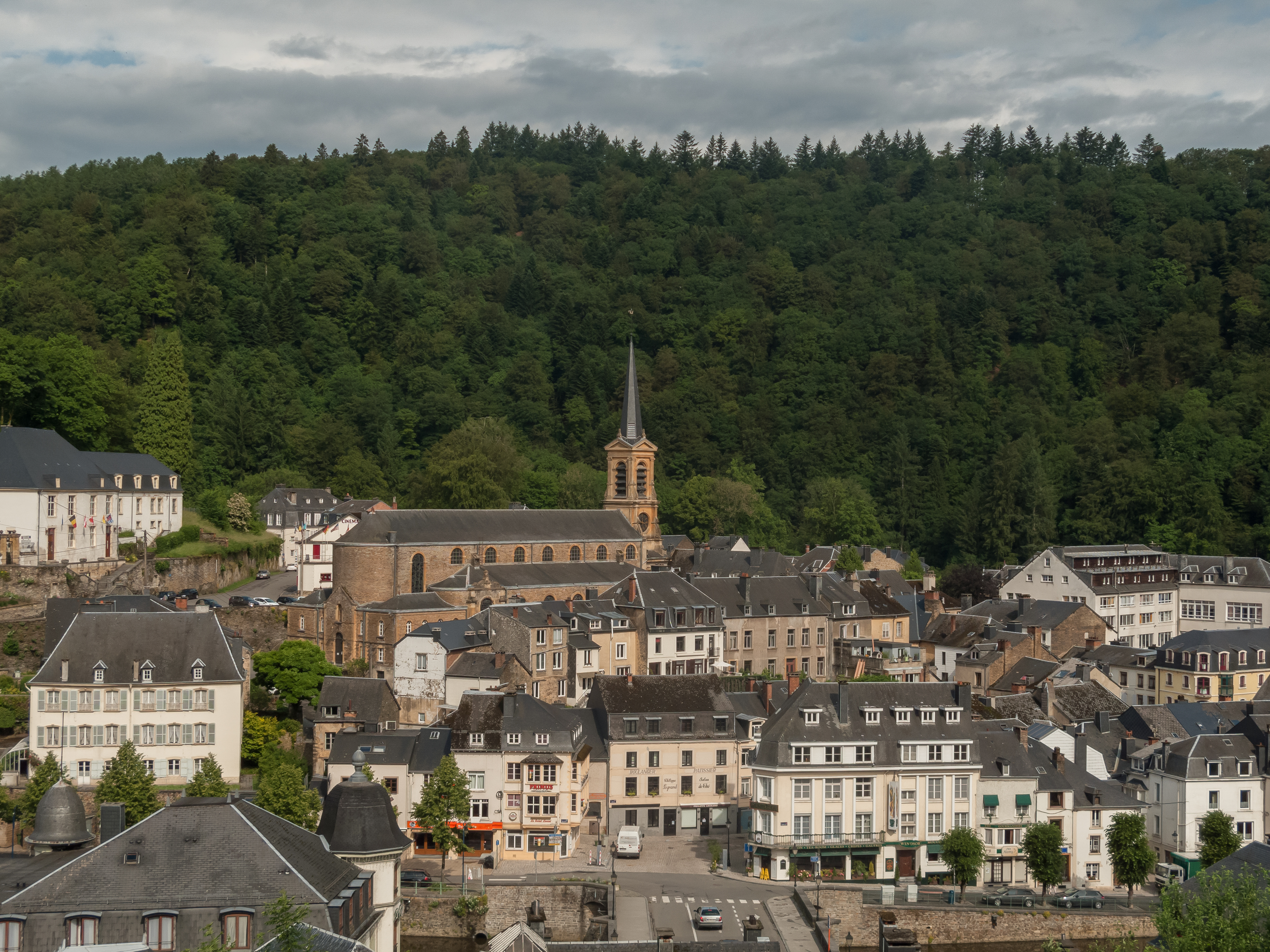
De Sint-Petrus en Pauluskerk op afstand
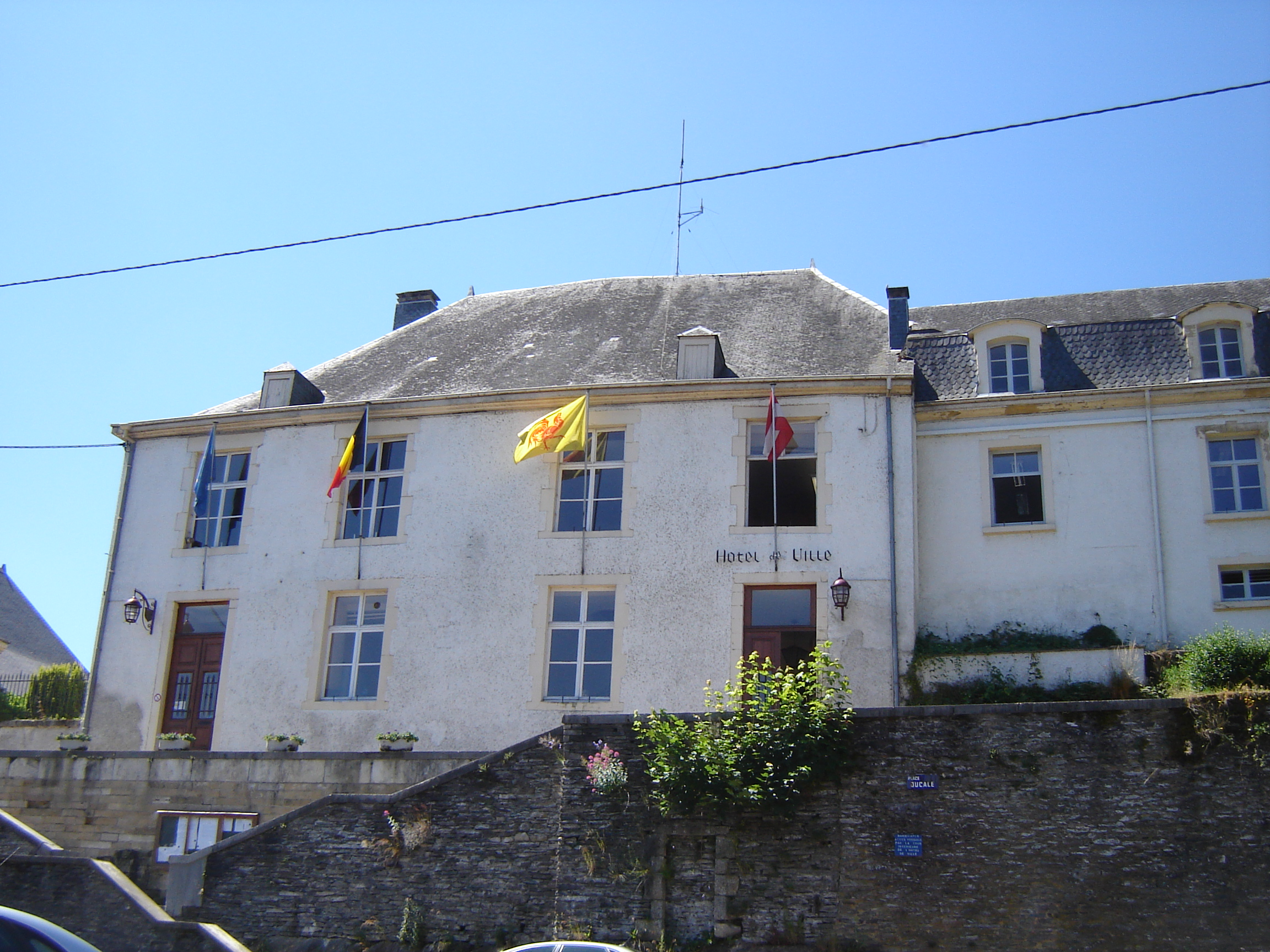
Het stadhuis

## Vervoer

### Historisch spoorverkeer

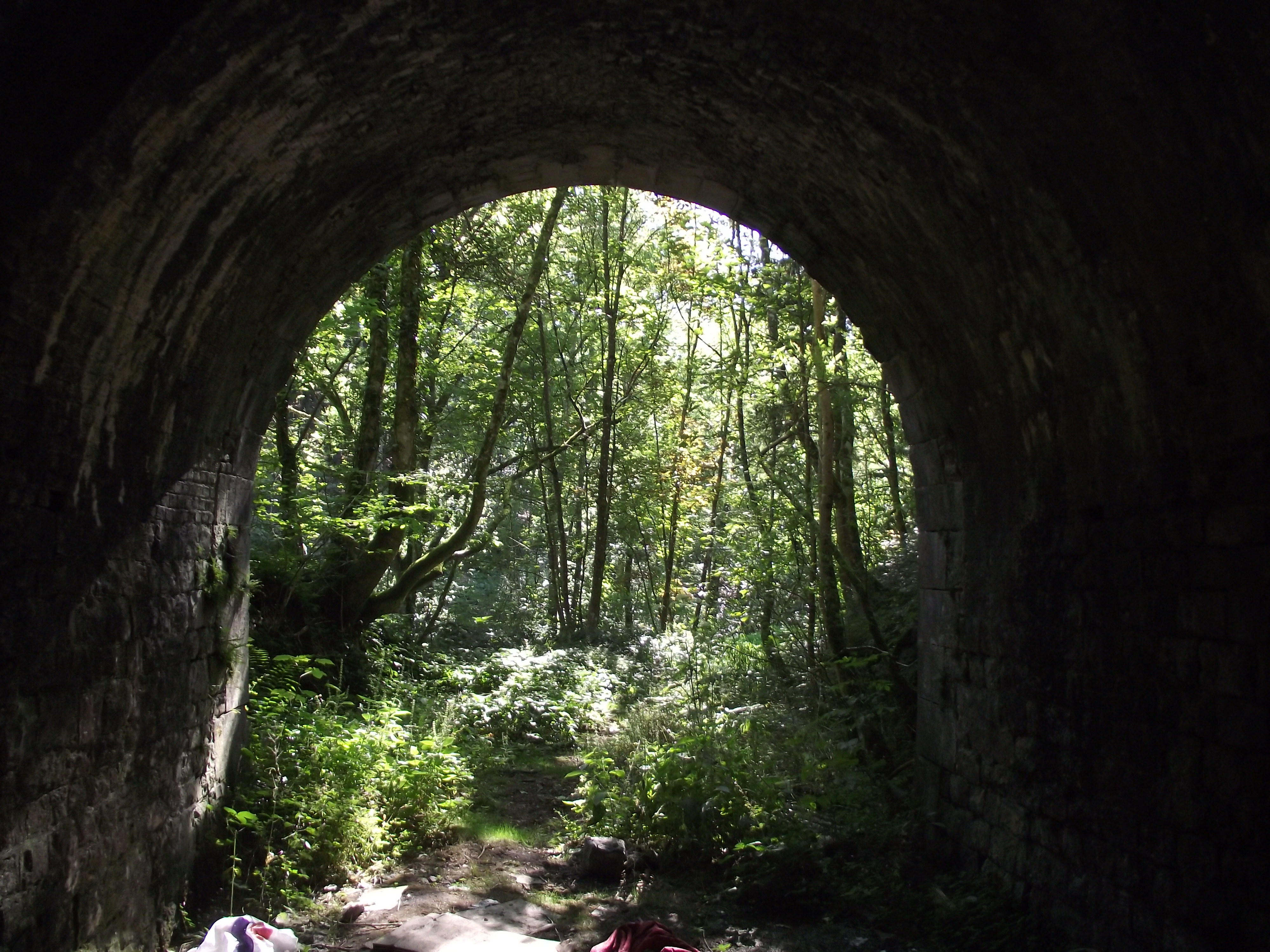
De zuidelijke toegang van de spoortunnel onder de stad

Door zijn ligging aan de rivier en de aanwezigheid van het grote kasteel heeft zich al tegen het einde van de 19e eeuw het toerisme ontwikkeld. In oktober 1890 bereikte de buurtspoorweg van het Belgische spoorwegnet de stad vanuit Paliseul. Vanaf 1910 kon ook het Franse Sedan per spoor bereikt worden mits een overstap op de Chemins de fer départementaux des Ardennes in Corbion. Voordien was er een dagelijkse postkoets naar Sedan.
De buurtspoorweg daalde vanaf Noirefontaine op een eigen bedding langs een bochtige route af naar de stad. (zie route in Bouillon). Deze afdaling is nu een wandelpad geworden. De wandeling begint bij de brandweerkazerne (nabij bushalte Dépôt Poncin Clébant) en eindigt bij het voormalige stationsgebouw van Bouillon. Vanaf het station liep het spoor verder door in een tunnel die aan de stationskant is afgesloten, maar aan de andere kant wel open is (zie foto). Het spoor bereikt dan de rivier om daarna via een bocht de brug, Pont de France te bereiken. Met deze brug stak het spoor de rivier over, om vervolgens met een tunnel onder het kasteel te gaan. Daarna klom de spoorweg via een nieuwe weg naar Corbion. De tunnel onder het kasteel en de weg naar Corbion zijn aangelegd voor de buurtspoorwegen, maar werden ook gebruikt voor het wegverkeer. De spoorverbinding naar Sedan werd aan het begin van de Tweede Wereldoorlog opgeheven en is achteraf niet meer in gebruik genomen. Op 16 juli 1955 werd de reizigersdienst per spoor opgeheven en vervangen door een busdienst. Op 1 juli 1960 werd ook het goederenverkeer opgeheven, en de lijn definitief gesloten.

### Bus
Bouillon is op het Belgisch net aangesloten door middel van TEC-buslijn 8 (Bouillon-Libramont).

## Geboren
- Angelina Drumaux (1881-1959), kunstschilder
- Léon Degrelle (1906-1994), politicus en leider van het rexisme
- Madeleine Ozeray (1908-1989), actrice
- Philippe Albert (1967), voetballer